# Acosmeryx metanaga
Acosmeryx metanaga är en fjärilsart som beskrevs av Butler 1879. Acosmeryx metanaga ingår i släktet Acosmeryx och familjen svärmare. Inga underarter finns listade i Catalogue of Life.